# Janwillem van de Wetering
Pour les articles homonymes, voir Van de Wetering.
Œuvres principales
- Le Massacre du Maine (1979)
- Série ''Grijpstra et De Gier (1975-1997)

Janwillem Lincoln van de Wetering (Rotterdam, 12 février 1931 - Blue Hill, Maine, 4 juillet 2008) est l'auteur de nombreux ouvrages en anglais et en néerlandais. Il est surtout connu pour ses romans policiers, dont les personnages les plus populaires sont Grijpstra et De Gier, deux officiers de police d'Amsterdam qui figurent dans une longue série de romans et de nouvelles. Il a également écrit des livres pour les enfants et des œuvres de non-fiction. Il écrit habituellement en néerlandais puis en anglais, les deux versions présentant souvent des différences notables.

## Biographie
Issu d'une famille de la haute bourgeoisie néerlandaise (son père est président d'une multinationale), il est né et a passé sa jeunesse à Rotterdam.  Pendant ses études, il fugue en France, puis s'inscrit à l'Université de Nyenrode, dont il est diplômé en 1951. Il a vécu six ans en Afrique du Sud, à Cape Town, — où il se marie avec une artiste locale, une union qui sera assez éphémère — et  s'occupe d'affaires immobilières, avant de revenir en Europe à la mort de son père. Et c'est à Londres qu'il étudie un temps la philosophie, mais sans chercher à obtenir de diplôme (« cela ne m'intéressait pas » dira-t-il). Très intéressé par l'existentialisme, il est cependant troublé par l'idée que l'homme est « condamné à la liberté » ; c'est alors que le professeur Alfred Jules Ayer lui suggère de se tourner vers le bouddhisme. 

### Japon et Amérique latine
Il se rend donc au Japon, où il passe dix-huit mois dans un monastère zen de Kyoto (1958-189). À court de ressources financières, il quitte le Japon, et part pour l'Amérique latine, où il s'engage dans une société commerciale néerlandaise. Il est ensuite représentant de produits chimiques en Colombie, vendeur de filets de pêche au Pérou. En 1963, il se remarie et s'installe en Australie, travaillant dans l'immobilier.  

### Amsterdam
En 1964, il revient à Amsterdam pour relancer l'entreprise de textiles d'un oncle alors que son épouse venait de mourir. Il reste dix ans dans cette ville. En butte à des problèmes avec l'armée néerlandaise qui lui reproche de ne pas avoir accompli ses devoirs militaires, il est volontaire comme réserviste dans la police d'Amsterdam, accédant successivement au grade de sergent puis à celui d'inspecteur. Passionné depuis longtemps par les motos, il achète une Harley-Davidson Liberator de 1943, un modèle qui se retrouvera en bonne place dans son premier roman paru en 1975, Outsider in America (« Le Papou d'Amsterdam »).
Durant cette période, il rencontre au cours d'une retraite le maître bouddhiste tibétain Chögyam Trungpa Rinpoché, qui avive sa curiosité philosophique.

### États-Unis
En 1975, il s'installe dans le Maine, initialement pour y rejoindre une communauté zen qui fermera assez rapidement, ce qui lui laisse du temps pour se consacrer à l'écriture. C'est dans cet État américain que se déroulent deux des romans de la série avec Grijpstra et De Gier, ainsi que ses histoires pour enfants avec le porc-épic Hugh Pine. Entre 1975 et 1979, il écrit pas moins de sept romans. En outre, il s'intéresse beaucoup à son compatriote Robert van Gulik (mort en 1967) auquel il consacrera en 1989 une biographie, ainsi qu'à Alexandra David-Néel dont il traduit en anglais l'un des romans, La Puissance du néant, consacré à son fils adoptif, le lama Yongden.
Janwillem Van de Wetering est décédé aux États-Unis le 4 juillet 2008, des suites d'une longue maladie.

## Œuvre
Ses nombreux voyages et expériences, par exemple à Kyoto, au Daitoku-ji, un temple zen de la branche Rinzai, ou comme membre des Amsterdam Special Constabulary (« policier pendant ses loisirs » comme il le dit dans l'introduction de Le Papou d'Amsterdam) donnent de l'authenticité à ses œuvres fictionnelles et non fictionnelles.  Ainsi, à la suite de sa pratique dans des temples zen au Japon et aux États-Unis, il a écrit une trilogie, traduite en français, sur cette expérience dans le bouddhisme, dont le premier volume est Le Miroir vide, écrit en néerlandais et paru en 1971. Dix-huit mois dans un monastère zen constitue le premier ouvrage qu'il ait publié.
Wetering a obtenu le Grand prix de littérature policière en 1984 pour Le Massacre du Maine.

### SérieGrijpstra et De Gier
- Outsider in Amsterdam (1975) Publié en français sous le titre Le Papou d'Amsterdam, Paris, Mercure de France, 1980 ; réédition, 10/18, coll. « Grands Détectives » no 1783, 1986 ; réédition, Paris, Payot & Rivages, coll. « Rivages/Noir » no 313, 1999
- Tumbleweed (1976) Publié en français sous le titre Maria de Curaçao, Paris, Mercure de France, 1980 ; réédition, 10/18, coll. « Grands Détectives » no 1788, 1986 ; réédition, Paris, Payot & Rivages, coll. « Rivages/Noir » no 331, 1999
- The Corpse on the Dike (1976) Publié en français sous le titre Meurtre sur la digue, Paris, Mercure de France, 1981 ; réédition, 10/18, coll. « Grands Détectives » no 1790, 1986 ; réédition, Paris, Payot & Rivages, coll. « Rivages/Noir » no 518, 2004
- Death of a Hawker (1977) Publié en français sous le titre Mort d'un colporteur, Paris, Éditions des Autres, 1979 ; réédition, Paris, Payot & Rivages, coll. « Rivages/Noir » no 59, 1988
- The Japanese Corpse (1977) Publié en français sous le titre Le Cadavre japonais, Paris, Mercure de France, 1981 ; réédition, 10/18, coll. « Grands Détectives » no 1789, 1986 ; réédition, Paris, Payot & Rivages, coll. « Rivages/Noir » no 539, 2004
- The Blond Baboon (1978) Publié en français sous le titre Le Babouin blond, Paris, Fleuve Noir, coll. Engrenage international no 86, 1983 ; réédition, Paris, Payot & Rivages, coll. « Rivages/Noir » no 34, 1987
- The Maine Massacre (1979) Publié en français sous le titre Le Massacre du Maine, Paris, Fleuve Noir, coll. Engrenage international no 75, 1983 ; réédition, Paris, Payot & Rivages, coll. « Rivages/Noir » no 43, 1988 ; réédition, Paris, Édition Cercle Polar, 2002
- The Mind-Murders (1981) Publié en français sous le titre L'Autre Fils de Dieu, Paris, Fleuve Noir, coll. Engrenage international no 95, 1984 ; réédition, Paris, Payot & Rivages, coll. « Rivages/Noir » no 33, 1987
- The Streetbird (1983) Publié en français sous le titre Un vautour dans la ville, Paris, Fleuve Noir, coll. Engrenage international no 104, 1984 ; réédition, Paris, Payot & Rivages, coll. « Rivages/Noir » no 53, 1988
- The Sergent and the Threatened Cat ((nl):1983), nouvelle  Publié en français sous le titre Le Chat du sergent, Paris, Futuropolis, 1984
- The Sergent's Cat and Other Stories ((en): 1987), recueil de nouvelles Publié en français sous le titre Le Chat du sergent, Paris, Payot & Rivages, coll. « Rivages/Noir » no 69, 1989
- The Rattle-Rat (1985) Publié en français sous le titre Comme un rat mort, Paris, Payot & Rivages, coll. « Rivages/Noir » no 5, 1986
- Hard Rain (1986) Publié en français sous le titre Sale Temps, Paris, Payot & Rivages, coll. « Rivages/Noir » no 30, 1987
- The Maine Massacre part 2: The Twilight Zone (1993) Publié en français sous le titre Retour au Maine, Paris, Rivages/Thriller, 1993 ; réédition, Paris, Payot & Rivages, coll. « Rivages/Noir » no 286, 1997
- Just a Corpse at Twilight (1994)
- The Hollow-Eyed Angel (1996) Publié en français sous le titre L'Ange au regard vide, Paris, Payot & Rivages, coll. « Rivages/Thriller », 1996 ; réédition, Paris, Payot & Rivages, coll. « Rivages/Noir » no 410, 2001
- The Perfidious Parrot (1997) Publié en français sous le titre Le Perroquet perfide, Paris, Payot & Rivages, coll. « Rivages/Thriller », 1999 ; réédition, Paris, Payot & Rivages, coll. « Rivages/Noir » no 496, 2003
- The Amsterdam Cops: Collected Stories, 1999, recueil de nouvelles étoffant le recueil de 1987 intitulé The Sergeant's Cat and Other Stories

### Livres pour enfants
- Little Owl (1978)
- Hugh Pine (1980) Publié en français sous le titre Riquet Pique, Paris, Édition L'École des Loisirs, 1981 ; réédition, Paris, L'École des Loisirs, coll. « Renard poche », 1983
- Hugh Pine and the Good Place (1981) Publié en français sous le titre Riquet Pique et le coin idéal, Paris, Édition L'École des Loisirs, 1987
- Hugh Pine and Something Else (1983) Publié en français sous le titre Les Vacances de Hugo, Paris, Hachette (jeunesse), coll. « Copain » no 6095, 1991

### Autres fictions
- The Butterfly Hunter (1982) Publié en français sous le titre Le Chasseur de papillons, Paris, Paris, Payot & Rivages, coll. « Rivages/Noir » no 101, 1990
- Bliss and Bluster (1982)
- Inspector Saito's Small Satori (1985), recueil de nouvelles Publié en français sous le titre Inspecteur Saito : nouvelles, Paris, Payot & Rivages, coll. « Rivages/Noir » no 42, 1988
- Murder by Remote Control, 1986 (bande dessinée, en collaboration avec Paul Kirchner)
- Seesaw Millions (1988) Publié en français sous le titre Cash-cash millions, Paris, Payot & Rivages, coll. « Rivages/Noir » no 81, 1989
- Mangrove Mama and Other Tropical Tales of Terror (1995), recueil de nouvelles Publié en français sous le titre Mangrove Mama et autres histoires d'épouvantes tropicales, Paris, Payot & Rivages, coll. « Rivages/Noir » no 452, 2002
- Judge Dee Plays His Lute: A Play and Selected Mystery Stories (1997), recueil de nouvelles incluant la pièce Judge Dee Plays His Lute Publié en français sous le titre Le juge Ti prend son luth, Paris, Payot & Rivages, coll. « Rivages/Noir » no 830, 2011

### Non-fiction
- De lege spiegel. Ervaringen in en Japans zenklooster / The Empty Mirror. Experiences in a Japanese Zen Monastery (1971) Traduit en français sous le titre Le Miroir vide. Dix-huit mois dans un monastère zen, Paris, Seuil, 1978 ; réédition, Paris, Payot & Rivages, coll. « Rivages/Poche. Petite bibliothèque » no 310, 2000
- Het Dagende Niets / A Glimpse of Nothingness: Experiences in an American Zen Community (1975) Publié en français sous le titre Un éclair d'éternité, Paris, Mercure de France, 1979 ; réédition, Paris, Presses-Pocket no 4702, 1991 ; réédition, Paris, Payot & Rivages, coll. « Rivages/Poche. Petite bibliothèque » no 278, 1999
- Robert van Gulik: His Life, His Work (1988)
- Zuivere leegte / Afterzen. Experiences of a Zen Student out on His Ear (1999) Traduit en français sous le titre L'Après-zen, Paris, Payot & Rivages, coll. « Bibliothèque Rivages », 2001 ; réédition, Paris, Payot & Rivages, coll. « Rivages/Poche. Petite bibliothèque » no 421, 2003.

### Articles/histoires non recueillis en volume
- Astral Bodies and Tantric Sex. The New York Times, 10 janvier 1988. (Compte-rendu de la biographie en deux volumes d'Alexandra David-Néel)
- The Way Life Should Be - Maine: coastline on a clean, cold sea. The Nation, 1er septembre, 2003.

## Filmographie

### Cinéma
- 1979 : Grijpstra and De Gier, film néerlandais écrit et réalisé par Wim Verstappen, adaptation de Le Papou d'Amsterdam, avec Rijk de Gooyer dans le rôle de Henk Grijpstra et Rutger Hauer dans celui de Rinus de Gier
- 1987 : Rattlerat, film néerlandais réalisé par Wim Verstappen, adaptation de Comme un rat mort, scénario de Wim Verstappen et Rogier Proper, avec Rijk de Gooyer dans le rôle de Henk Grijpstra et Peter Faber dans celui de Rinus de Gier

### Télévision
- 1999 : Der blonde Affe, téléfilm allemand réalisé par Thomas Jauch, adaptation de Le Babouin blond
- 2004 - 2007 : Grijpstra & de Gier, série télévisée néerlandaise de 46 épisodes, avec Jack Wouterse dans le rôle de Henk Grijpstra et Roef Ragas dans celui de Rinus de Gier
- 1985 : Hugh Pine, épisode 5 de la saison 2 de la série télévisée américain d'animation (Storybreak (en), adaptation de la nouvelle éponyme

## Radio
- Van de Wetering a écrit quatre pièces radiophoniques (toujours avec Grijpstra et de Gier) diffusées au début des années 1990. Parmi celles-ci Das Koan (1994), d'après sa biographie de Robert van Gulik, créateur du Juge Ti. La version anglaise, Judge Dee Plays His Lute, est incluse dans l'anthologie du même nom.

## Prix
- Grand prix de littérature policière 1984 pour Le Massacre du Maine[3].